# Hydroxide
Een hydroxide is in de scheikunde een anorganische samengestelde stof en een verbinding van een metaalion (Mn+) met één of meer hydroxide-ionen die:
- of in opgeloste toestand OH− deeltjes kan afsplitsen, waarbij het belangrijk is dat het OH− deeltje uit de opgeloste stof afkomstig is.
- of in gesmolten toestand OH− deeltjes vormt.

Als algemene brutoformule geldt MOH met als oxidatietoestand van OH− = -І = OH
De negatieve lading van het hydroxide-ion betekent dat vooral metalen verbindingen ermee vormen. De meeste metaalhydroxiden (of hydroxiden) zijn slecht oplosbaar, met uitzondering van de alkali-hydroxiden en enkele uit de aardalkali-groep.
- Alkalihydroxiden
  - Lithiumhydroxide
  - Natriumhydroxide
  - Kaliumhydroxide
- Aardalkalihydroxiden
  - Magnesiumhydroxide
  - Calciumhydroxide (Kalkwater, Gebluste kalk)
  - Bariumhydroxide (Barietwater)
- Overige metalen
  - IJzer(III)hydroxide

## Organische chemie
In de organische chemie komen verbindingen voor met de hydroxylgroep. De verbindingen zijn doorgaans niet in staat tot het afsplitsen van de volledige groep, maar wel van het waterstofion, en dientengevolge worden deze verbindingen ook niet tot de hydroxiden gerekend, maar tot de alcoholen of carbonzuren.